# Сандлер, Борис Семёнович
Бори́с Са́ндлер (идиш באָריס סאַנדלער‎; род. 6 января 1950, Бельцы) — еврейский писатель, поэт и журналист, главный редактор нью-йоркской газеты «Форвертс» (1998—2016). Пишет на идише.

## Биография
Борис (Берл) Сандлер родился в Бельцах в семье участника Великой Отечественной войны, демобилизованного в 1949 году, инженера Семёна Абрамовича Сандлера (1926—1991), уроженца Колбасны, и Гени Абрамовны Сандлер (урождённой Котик, 1927—2015), из семьи недавних выходцев из еврейской земледельческой колонии Маркулешты (теперь Флорештского района Молдавии). Рано начал учиться игре на скрипке, окончил музыкальную школу в Бельцах, а в 1975 году — Кишинёвский институт искусств им. Музическу (по классу скрипки). Работал скрипачом в Молдавском государственном симфоническом оркестре при Молдавской государственной филармонии в Кишинёве.

### Дебют
Начал писать прозу на русском языке, но вскоре перешёл на идиш. С поощрения своего ментора Ихила Шрайбмана дебютировал новеллами в московском журнале «Советиш геймланд» в 1981 году. В том же году поступил в первую еврейскую группу Высших Литературных курсов при Литературном институте им. А. М. Горького, где обучался вместе с литераторами Львом Беринским, Вэлвлом Черниным, Мойше Пэнсом и Александром Бродским (Микки Вульф). На протяжении 1980-х годов регулярно печатался в «Советиш геймланд», быстро обратил на себя внимание и стал членом редколлегии журнала, а после выхода первой книги «Трэплэх аруф цу а нэс» (Ступени к чуду, 1986) членом Союзов Писателей СССР и МССР. В 1988 году московское издательство «Советский писатель» выпустило книгу Сандлера в переводе на русский язык (Ступени к чуду).

### В Молдавии
С 1989 года вместе с поэтом Мойше Лемстером преподавал в Кишинёве еврейский язык, основал и вёл первую еврейскую программу «Аф дэр идишер гас» (На еврейской улице) на Молдавском государственном телевидении, совместно с Александром Бродским редактировал местную двуязычную газету «Ундзэр Кол» (Наш голос). В 1991—1992 годах написал сценарии к двум документальным фильмам режиссёра Арнольда Бродичанского об истории и судьбе бессарабского еврейства.

### В Израиле
С 1992 года — в Израиле, где работал в Еврейском университете в Иерусалиме, был вице-президентом союза писателей и журналистов пишущих на идише, возглавлял издательский дом Х. Лейвик Фарлаг (одно из двух основных издательств литературы на идише) в Тель-Авиве, выпустил несколько книг, в том числе «Дэр алтэр брунэм» (Старый колодец, 1994), «Тойерн» (Ворота, 1997) и документальное расследование по ставшим доступными материалам КГБ МССР «Дэр иньен нумэр 5390» (Дело № 5390, 1992) о процессе арестованных бессарабских литераторов Янкла Якира, Мотла Сакциера, Мойше Альтмана и Герцла Гайсинера-Ривкина.
Публиковался в израильских изданиях «Иерушолаимер алманах» (Иерусалимский альманах), тель-авивских «Лэцтэ найес» (Последние новости), «Лэбмс-фрагн» (Жизненные вопросы), «Найе цайтунг» (Новая Газета), «Топлпункт» (Двоеточие), нью-йоркских «Форвертс» (Вперёд), «Афн швэл» (На пороге), «Югнтруф» (Зов молодости), «Идише култур» (Еврейская культура) и других; совместно с Арн Шварцманом сделал серию документальных фильмов о современных еврейских писателях, составил и отредактировал книги еврейских литераторов Золмэна Розенталя, Ицика Кипниса и Александра Белоусова, издавал детский иллюстрированный журнал «Кинд-ун-кейт» (Стар и млад).

### В Нью-Йорке
В 1998 году переехал в Нью-Йорк, где работал ответственным секретарём, а после смерти редактора Мордхэ Штриглера в том же году — главным редактором старейшей еврейской газеты «Форвертс» (выходит на идише с 1897 года). С тех пор значительно реорганизовал газету, сделав её фактически международным изданием. В должности редактора проработал до марта 2016 года. Живёт в Бруклине, часто выступает с лекциями и семинарами в разных странах, опубликовал 16 книг, два романа: «Вэн дэр гойлэм hoт фармахт ди ойгн» (Когда голем закрыл глаза, 1997) — документальный роман о кишинёвском погроме 1903 года и «Ламед-вовникес фун майн зикорн» (Праведники моей памяти, 2005) — о послевоенной еврейской жизни в Бельцах. С 2007 года — соредактор (совместно с Геннадием Эстрайхом) литературного журнала «Ди цукунфт» (Будущее, Нью-Йорк). Отдельными изданиями вышли прозаические сборники «Die grünen Äpfel des Paradieses» (Зелёные яблочки из рая, Берлин, 2003), «Вэн дэр гойлэм hoт фармахт ди ойгн» (Когда голем закрыл глаза, Тель-Авив, 2004, русское издание — «Глина и плоть», в переводе Р. А. Ольшевского, Кишинёв, 2003), «Ройтэ шихэлэх фар рэйчел» (Красные туфельки для Рэйчел, Нью-Йорк, 2008), аудиокнига «А шмэк табэкэ» (Понюшка табака, Нью-Йорк, 2001), книга для детей «Ништ гештойгн, ништ гефлойгн…» (Невероятные истории, Нью-Йорк, 2007), сборник стихотворений «Ин клангенэц фун нэцех» (В звуковой сети вечности, Нью-Йорк, 2009).
Продолжает составление и редактуру посмертных изданий современных еврейских авторов (Ихил Шрайбман, Хаим Бейдер, Миша Лев, аудиокнига Ицхока Башевиса-Зингера). Помимо еженедельника «Форвэртс», редактирует также воскресный радиочас «Форвертс шо» (Час Форвертс) и учебное ежемесячное издание «Вайтэр» (Далее). Лауреат литературных премии им. Фихмана (Израиль, 2002); Давида Гофштейна, Якова-Ицхока Сигала. В 2017 году основал новый литературный журнал «Идиш-бранже» (ייִדיש-בראַנזשע).

## Дискография
- לידער מיט אַ ייִדישן טעם (Songs With A Jewish Flavor). Песни на слова Бориса Сандлера и Евгения Кисина исполняет Рита Койфман и Нахум Койфман в сопровождении ансамбля под управлением Наума Койфмана. Нью-Йорк: The Forward Association, 2013.[14]
- סילועט — ייִדישע לידער פֿון הײַנט (Silhouette). Композитор — Александр Мейф, стихи Бориса Сандлера. Исполнители: Михаил Гайсинский и Лейла Звенигородская. בית־שלום־עליכם און נאַציאָנאַלע אינסטאַנץ פֿאַר ייִדישער קולטור. Тель-Авив, 2017.